# Stazione di Nishiyama-Tennōzan
La stazione di Nishiyama-Tennōzan (西山天王山駅?, Nishiyama-Tennōzan-eki) è una stazione ferroviaria delle Ferrovie Hankyū situata a Nagaoka, nella prefettura di Kyoto. Presso la stazione, la più recente dell'intero network Hankyū essendo stata inaugurata il 21 dicembre 2013, fermano solo i treni locali e semiespressi della linea Kyoto.

## Linee
Ferrovie Hankyū
■ Linea principale Hankyū Kyōto

## Struttura
La fermata è realizzata in superficie, sotto il viadotto dell'autostrada trasversale di Kyoto, e dispone di due marciapiedi laterali con due binari passanti.
| 1 | ■ Linea Hankyū Kyōto | per Nagaoka-Tenjin, Katsura, Karasuma e Kyōto Kawaramachi               |  |
| 2 | ■ Linea Hankyū Kyōto | per Takatsuki-shi, Jūsō, Umeda, Takarazuka, Tengachaya e Kōbe-Sannomiya |  |

## Stazioni adiacenti
| «                                 | Servizio            | »                  |
| Linea Hankyū Kyōto                | Linea Hankyū Kyōto  | Linea Hankyū Kyōto |
| --------------------------------- | ------------------- | ------------------ |
| Ōyamazaki                         | Locale Semiespresso | Nagaoka-Tenjin     |
| Tutti gli altri treni non fermano |                     |                    |